# RSD-10

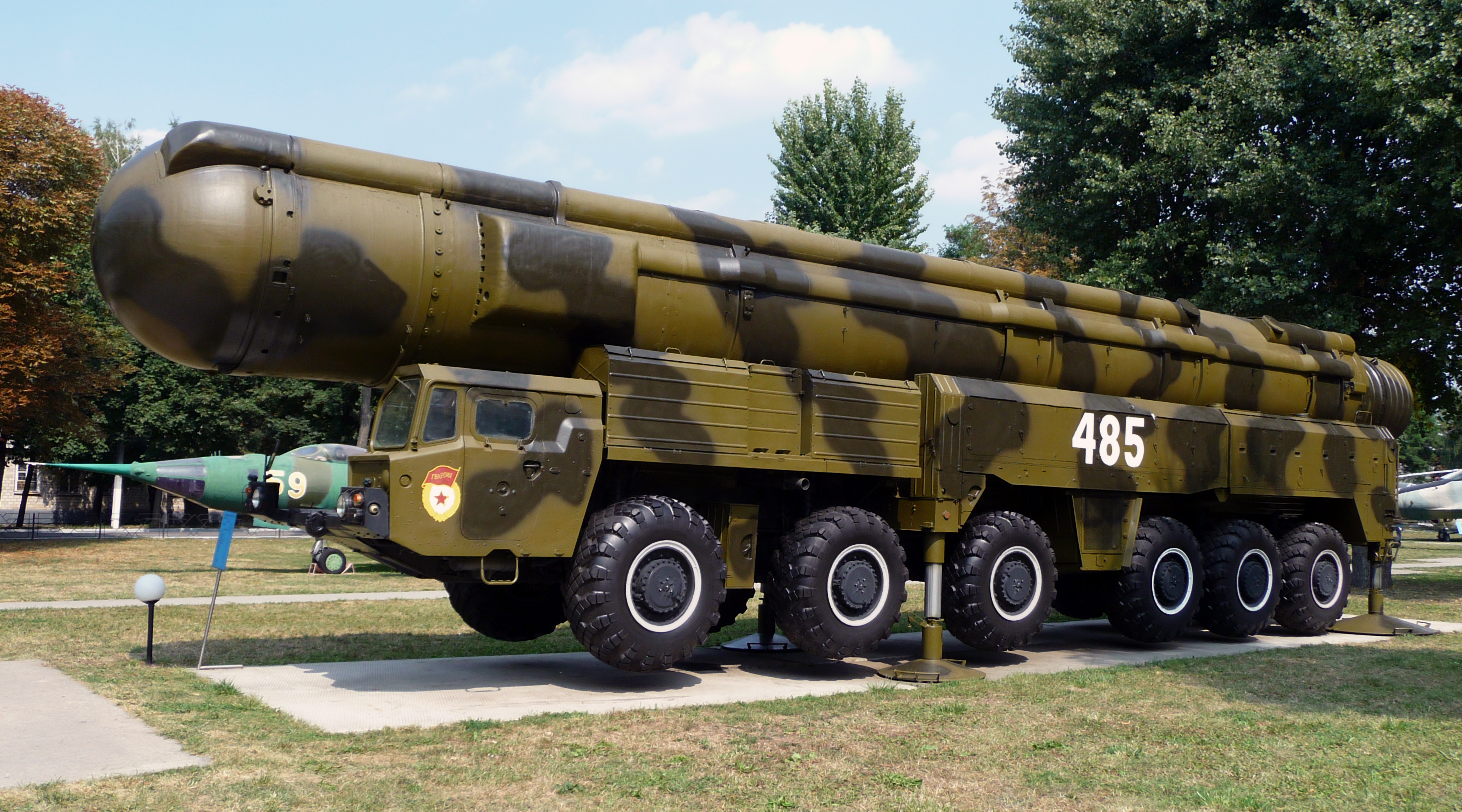
RSD-10-raket, opgesteld bij het museum in de Vinnytsja

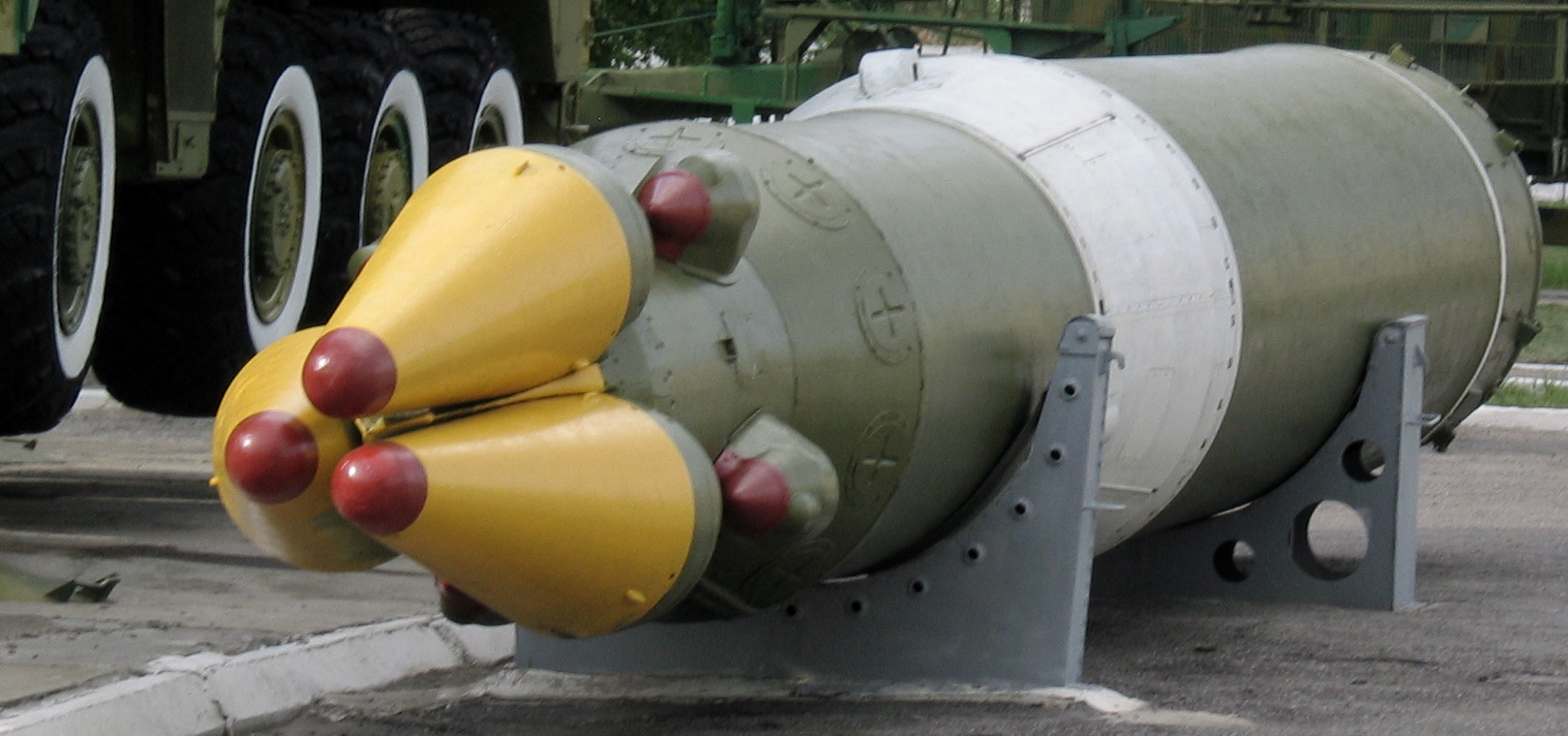
De drie meervoudige onafhankelijk richtbare kernkoppen (MIRV's) in de kop van de raket

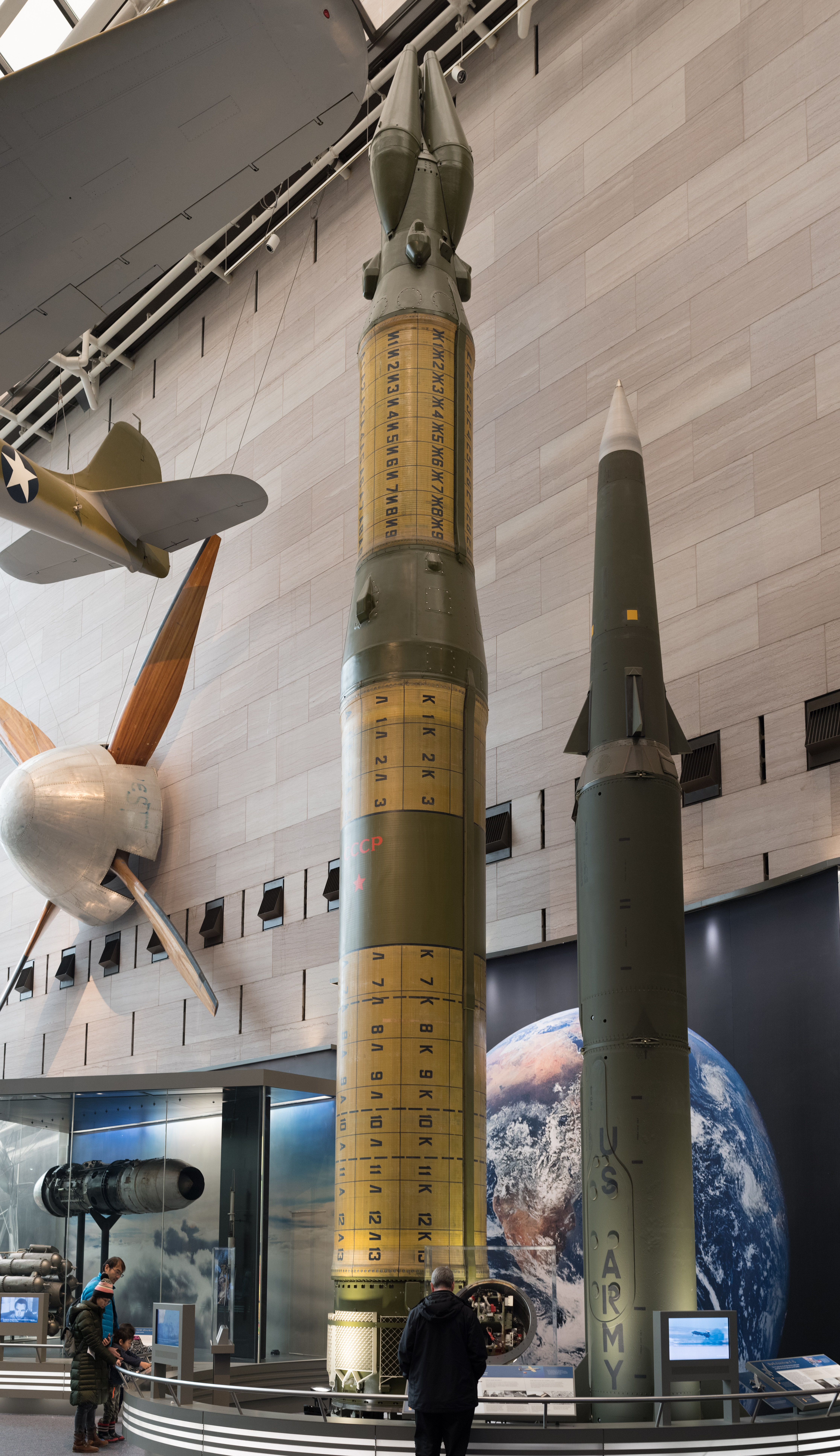
Een RSD-10 Pioneer (links) en MGM-31 Pershing in het National Air and Space Museum

De RSD-10 Pioner (Russisch: ракета средней дальности; raketa sredny dalnosti (РСД; RSD) «Пионер»; middellangeafstandsraket "Pionier") (NAVO-codenaam SS-20 Saber) was een mobiele middellange ballistische raket (MRBM) met een nucleaire lading, die werd geproduceerd en ingezet door de Sovjet-Unie van 1976 tot 1988. De namen voor de verschillende modellen in de GRAOe-index waren 15Zj45, 15Zj45OeTTCh en 15Zj53. Door het tekenen van het INF-verdrag werd de raket buiten dienst gesteld.

## Specificaties
De raket had een lengte van 16,5 meter, een diameter van 1,79 meter en woog 37,1 ton. De raket was gebaseerd op twee trappen met vastebrandstofmotoren met glasvezelbekleding van de RT-21 Temp 2S (SS-16 Sinner) en werd daarom ook wel aangeduid als RT-21M Pioner. De raket had oorspronkelijk een bereik van 600 tot 5000 kilometer, maar latere raketten hadden mogelijk een bereik tot 7500 kilometer.
Aanvankelijk was de raket uitgerust met een enkele 1 MT TNT-equivalent kernkop van 1,6 ton (mod 1), maar latere modellen konden een of twee kernkoppen en vanaf 1980 drie meervoudige onafhankelijk richtbare kernkoppen (MIRV's) van 150 kton TNT-equivalent (Pioner OeTTCh - mod 2). De Circular Error Probable (CEP, een maat voor de trefnauwkeurigheid) werd ook verminderd; van 550 meter naar 150 tot 450 meter.

### Overzicht van varianten van de RSD-10 Pioner
| Systeem                       | RSD-10 Pioner                                 | RSD-10 Pioner-OeTTCh  | RSD-10 Pioner-3            |
| NAVO-codenaam                 | SS-20 Saber mod 1                             | SS-20 Saber mod 2     | SS-X-28                    |
| Geleid wapen                  | 15Zj45                                        | 15Zj53                | 15Zj45OeTTCh               |
| Indienststelling              | 1975                                          | 1980                  | Ontwikkeling stopgezet     |
| Lengte                        | 16,49 m                                       | 16,49 m               | 17,00 m                    |
| Rompdiameter                  | 1.790 mm                                      | 1.790 mm              | 1.790 mm                   |
| Vleugelwijdte                 | 2.900 mm                                      | 2.900 mm              | 2.900 mm                   |
| Massa                         | 37.000 kg                                     | 37.000 kg             | onbekend                   |
| Draaglast                     | 1.500 kg                                      | 1.700 kg              | 1.300 kg                   |
| Kernkop                       | 1 kernkop met 500 of 1000 kton TNT-equivalent | 3 MIRV's met 150 kton | 3 MIRV's met 50 of 75 kton |
| Bereik                        | 5.000 km                                      | 5.400 km              | 5.500-7.000 km             |
| Besturing                     | traagheidsnavigatie                           | traagheidsnavigatie   | traagheidsnavigatie        |
| Treffingsnauwkeurigheid (CEP) | 550 m                                         | 400 m                 | 450-1.000 m                |

## Ontwikkeling
De raket was bedoeld als aanvulling op of vervanging van de raketten R-12 Dvina (SS-4 Sandal) en de R-14 Tsjoesovaja (SS-5 Skean), die respectievelijk in dienst werden genomen in 1958 en 1961 in de Sovjet-Unie en de Warschaupactlanden. De raket werd ontwikkeld vanaf 1966 en een conceptversie werd goedgekeurd in 1968, waarbij de bouw werd toegewezen aan het Instituut voor Thermische Technologie van Moskou, dat toen onder leiding stond van Aleksandr Nadiradze. De raketten werden gebouwd in de machinebouwfabriek van Votkinsk. De eerste vluchttesten startten in 1974 en de RSD-10 werd in dienst genomen op 11 maart 1976, al waren de eerste eenheden pas operationeel in augustus van dat jaar.
Tot 1986 werden 29 lanceerinrichtingen (waaronder een bij Pavsjino, waarvan de raketten naar verluidt op België stonden gericht) uitgerust met 405 RSD-10-raketten. Een deel werd opgesteld in raketsilo's, maar het grootste deel op mobiele raketlanceerinrichtingen; het 12x12-transport- en startvoertuig TELAR MAZ-547V. Vanaf de MAZ-547V konden raketten binnen een minimale waarschuwingstijd van 5 tot 15 minuten worden afgevuurd. In de jaren tachtig waren enkele honderden raketten in het westen van de Sovjet-Unie opgesteld, geschikt voor meer dan 1000 kernkoppen. In totaal werden 654 raketten gebouwd en 499 mobiele lanceerinrichtingen. Volgens gegevens van het Duitse ministerie van Defensie beschikte de Sovjet-Unie in september 1983 over 39 stellingen met RSD-10-raketten met 351 inzetbare raketten, die maximaal 1.053 kernkoppen konden dragen. 243 raketten waren in de westelijke militaire districten Wit-Rusland, Karpaten en Oeral. De raketten konden alleen doelen in de directe nabijheid van de Sovjet-Unie, zoals Europa, de Volksrepubliek China en Zuid-Korea, raken en konden de Verenigde Staten (afgezien van Alaska) dan ook niet bereiken.

## Strategisch belang
De raket werd gezien als een belangrijke stap voorwaarts voor de Sovjet-Unie, daar deze de mogelijkheid bood om vrijwel alle NAVO-basissen en wapenopslagplaatsen in West-Europa uit te schakelen met chirurgische atoomaanvallen. Zo werd het gevaar van de tactische nucleaire tegenmacht in het geval van een hypothetische grote Sovjetinvasie in Europa of een invasie van de NAVO in Oost-Europa geneutraliseerd. Overigens rekende de militaire leiding van de Sovjet-Unie hier begin jaren 80 niet meer op, daar men zelf wel inzag dat de NAVO een defensieve organisatie was. De overmacht in wapenkracht voor het Warschaupact was op alle vlakken groter, maar de Sovjetsoldaten waren slecht getraind in het gebruik van wapens en lidstaten als Polen, Hongarije en Tsjecho-Slowakije werden gewantrouwd als betrouwbare partners. Soms wordt daarom wel gedacht dat de overmacht aan raketten moest dienen voor een eventuele 'first-strike', maar dit leken zij in werkelijkheid niet van plan te zijn geweest. Het doel zou volgens sommige onderzoekers zijn geweest om stap voor stap meer overwicht te verkrijgen op de regeringen van West-Europa en het zo los te weken van de Verenigde Staten.
De raket wordt tevens beschouwd als de meest betrouwbare middellange ballistische raket ooit: technisch falen kwam bij geen enkele lancering voor. Ook was het de enige middellange raket die ooit (gedeeltelijk) werd uitgerust met het MIRV-systeem.

## NAVO-reactie en verdrag
Als reactie op de stationering van de SS-20 raketten nam de NAVO in 1979 een dubbelbesluit: de stationering van 464 Tomahawk-kruisvluchtwapens en 108 Pershing II-raketten als bescherming tegen de RSD-10 en een gelijktijdig aanbod om over wapenvermindering te onderhandelen. Dit leidde uiteindelijk in 1987 onder Michail Gorbatsjov tot het INF-verdrag, waarbij overeengekomen werd dat alle atoomraketten met een bereik van 600 tot 5000 kilometer zouden worden ontmanteld.
Tussen 1987 en mei 1991 werden vervolgens bijna alle RSD-raketten en de bijbehorende mobiele lanceerinrichtingen vernietigd en gedeeltelijk vervangen door de ICBM-raket RT-2PM (RT-RS-12M; NAVO-codenaam: SS-25). Vijftien RSD-10's en Pershing II's werden bewaard om de overeenkomst te gedenken. Een RSD-10 bevindt zich in het Museum van de Grote Vaderlandse Oorlog in de Oekraïense hoofdstad Kiev en een andere in het National Air and Space Museum in de Amerikaanse hoofdstad Washington D.C..